# Birdsville (Queensland)

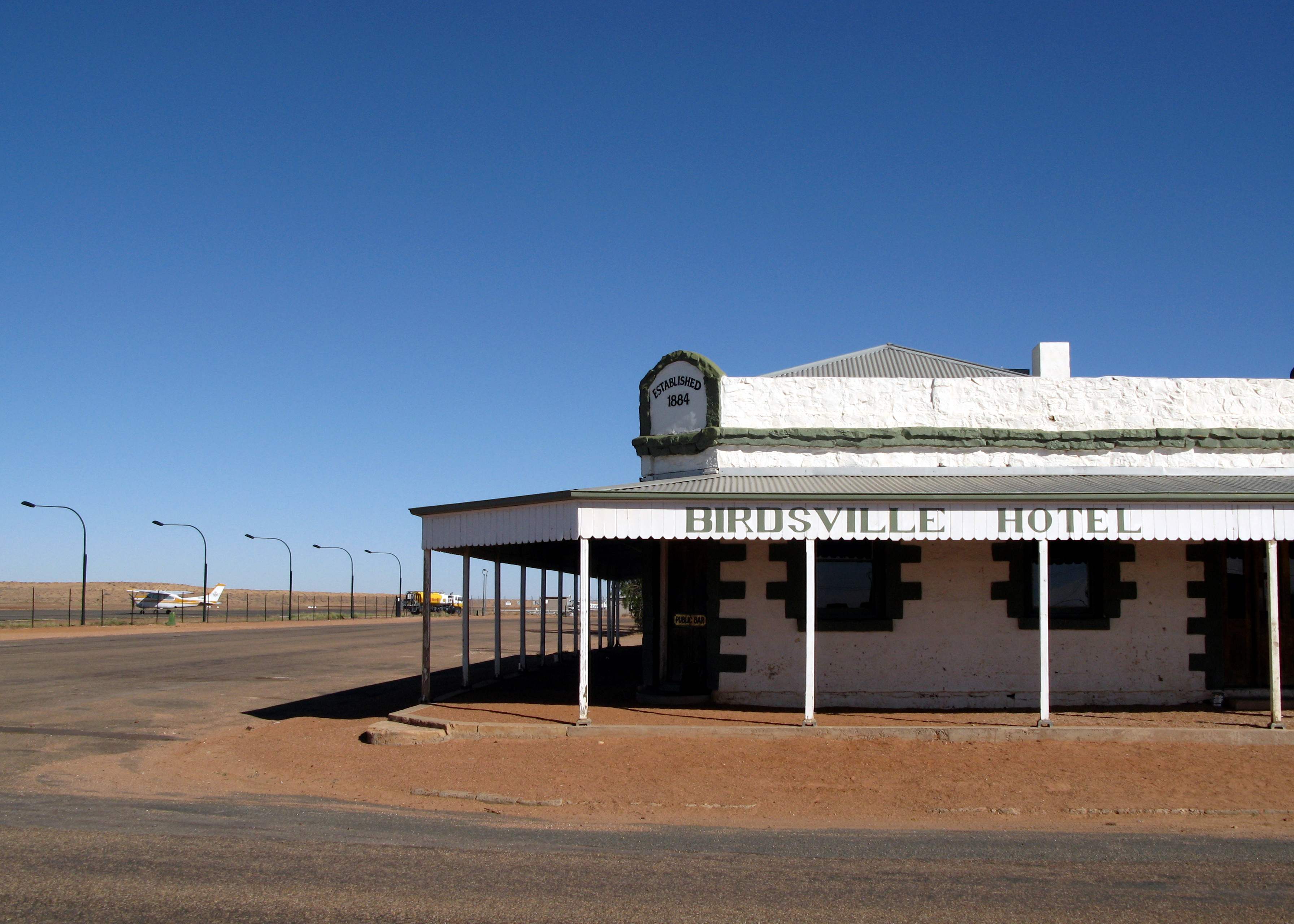
Das direkt am Flughafen gelegene Birdsville Hotel

Birdsville ist ein kleiner Ort mit 110 Einwohnern in Queensland, Australien. Er liegt an der Grenze zu South Australia am Ostrand der Simpsonwüste am oft ausgetrockneten Diamantina River.
Birdsville ist Teil des etwa 95.000 km² umfassenden Diamantina Shire Council, der damit etwa so groß ist wie Bayern und Hessen zusammen, aber insgesamt nur 291 Einwohner zählt. Im Ort wird Englisch gesprochen, meist mit australischem Einschlag. Sechs der Einwohner bevorzugen es aber im Privatverkehr Afrikaans zu sprechen.
Birdsville gilt als klassischer Outback-Ort. Die nächste größere Stadt ist das 670 km entfernte, für seinen Bergbau bekannte Mount Isa, welches rund 18.000 Einwohner zählt. Zur Landeshauptstadt Brisbane beträgt die Entfernung knapp 1600 km. Birdsville stellt den nördlichen Endpunkt des Birdsville Tracks dar, einer unbefestigten Straße, an deren anderen Ende rund 500 km entfernt die südaustralische Ortschaft Marree liegt. Von dort nach Adelaide sind es dann noch weitere 700 km. Unbefestigte Fernstraßen führen auch an die Nord- und Ostküste.

## Klima
Die durchschnittliche Höchsttemperatur des 47 Meter über dem Meeresspiegel gelegenen Ortes beträgt 30,5 °C, die Minimumtemperatur 15,8 °C. Die durchschnittlichen Niederschläge pro Jahr betragen 167,2 mm.

## Historisches
Birdsville erlebte seinen Höhepunkt in der zweiten Hälfte des 19. Jahrhunderts. Der 1887 zur Stadt erhobene Ort diente aufgrund seiner Nähe zur südaustralischen Grenze als Zollerhebungsstätte für den Handel und Verkehr zwischen den Staaten, welcher hauptsächlich aus Viehtrieben bestand. In jener Zeit konnte Birdsville neben dem Zollhaus und einer Polizeistation auch drei Hotels aufweisen.
Mit dem Entfall der Zölle nach der Vereinigung der australischen Kolonien zum Commonwealth of Australia 1901 ging schließlich ein gewisser wirtschaftlicher Niedergang einher.
1973 wurde im Ort wurde ein Mahnmal für Edmund Colson errichtet, der 1936 als erster Weißer die Simpsonwüste durchquert hatte.

## Wirtschaft

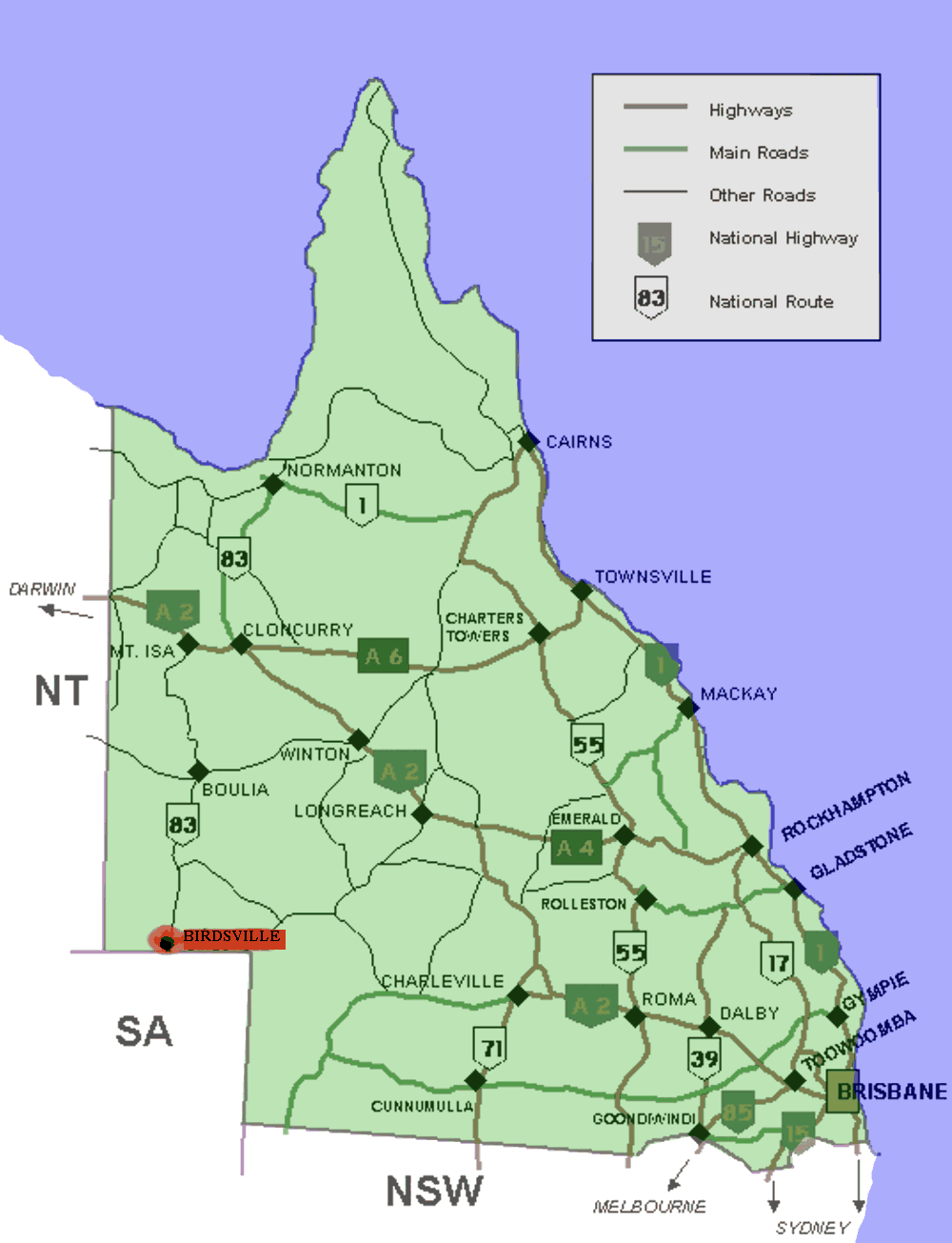
Birdsville auf einer Karte von Queensland

Birdsville ist der trotz der geringen Einwohnerzahl der wichtigste Ort im Umkreis einiger hundert Kilometer und besitzt somit die Funktion eines regionalen Versorgungszentrums für die dort auf extensiver Rinderzucht basierende Landwirtschaft. So befindet sich beispielsweise die nächstgelegene Tankstelle außerhalb von Birdsville nach der 1997 erfolgten Schließung des Hotels, dem auch die Zapfsäule gehörte, im 170 km entfernten Betoota im 200 km nördlich gelegenen Bedourie, wo auch die Verwaltung des Diamantina Shires ihren Sitz hat. Rund 300 km südlich gibt es noch eine weitere Tankstelle im auf dem Birdsville Track gelegenen Mungeranie in der Strzelecki-Wüste. Birdsville besitzt darüber hinaus einen Flugplatz, ein Krankenhaus und mehrere Geschäfte und zudem das einzige Hotel weit und breit, welches Bier aber nur in Dosen und Flaschen anbietet.
Die Wasserversorgung des Ortes und auch der Landwirtschaft in der Region ist durch das größte unterirdische Wasserreservoir der Erde, das Große Artesische Becken sichergestellt. Mit dem 98 °C warmen Wasser des Beckens wird auch ein Geothermisches Kraftwerk mit einer Leistung von 80 kW betrieben.

## Birdsville Races
Von großer gesellschaftlicher Bedeutung für die Region sind die alljährlich in der ersten Woche im September stattfindenden Birdsville Races, ein Pferderennen das auch zahlreiche Touristen anzieht. Die Bevölkerung des Ortes schwillt in diesen beiden Tagen auf mehrere Tausend an und die 1700 Meter lange Landebahn des Flughafens ist dann überfüllt mit Hunderten von Flugzeugen. Die Erlöse dieses Ereignisses kommen dem Royal Flying Doctor Service of Australia zugute.